# Браткову (Телеорман)
Браткову (рум. Bratcovu) насеље је у Румунији у округу Телеорман у општини Стежару. Oпштина се налази на надморској висини од 102 m.

## Становништво
Према подацима из 2002. године у насељу је живело 199 становника, од којих су сви румунске националности.